# Antiques Roadshow
Antiques Roadshow (dansk: antikvitetsroadshow) er et britisk tv-program, hvor antikvitetseksperter rejser rundt i Storbritannien (og lejlighedsvis andre lande) for at vurdere antikviteter, som lokale samlere har taget med. Programmet har kørt siden 1979. I 2016 har det Fiona Bruce som vært og kører på 39. sæson. Der findes også programmer med samme formål i flere andre lande.

## Historie
Serien begyndte i 1977 som en BBC-dokumentar om et auktionshus fra London, der tog på tur i Englands West Country. Pilotepisoden blev optaget i Hereford 17. maj 1977 og blev præsenteret af tv-værten Bruce Parker fra nyhedsprogrammet Nationwide og antikvitetseksperten Arthur Negus, der havde arbejdet på et lignende program, Going for a Song. Pilotepisoden var så god, at den blev til en serie, der har haft næsten samme format lige siden. Negus medvirkede i Antiques Roadshow til 1983. Seriens oprindelige jingle var Bachs Brandenburg Concert Nr. 3 (i flere år en Moog synthesiser-version af Walter Carlos), men den blev udskiftet i begyndelsen af 1990'erne til et originalt tema af Paul Reade og Tim Gibson og har været brugt lige siden. I den originale BBC-serie bliver byer eller berømte steder omtalt. Serien er blevet efterlignet af tv-selskaber verden over.
I Storbritannien blev der sendt årlige julespecials for børn fra 1991 til 2006. De blev sendt under titlen Antiques Roadshow: The Next Generation (undtagen 1991-udgaven der hed Antiques Roadshow Going Live) og var specielt for børn. I 2007 var der dog ingen børnespecial. I stedet sendtes en udgave dediceret til "fremtidens antikviteter" fra 1950'erne til nutiden.
Fra april til juni 2005 sendtes spin-off-serien 20th Century Roadshow med Alan Titchmarsh som vært og med fokus på moderne samlergenstande. Ti andre spin-off-serier, Antiques Roadshow Gems (1991) og Priceless Antiques Roadshow (2009–10), genså ting fra serien og kom med baggrundsinformation om produktionen af serien og interviews med programmets eksperter.
De mest værdifulde genstande, der har været vurderet i serien, var en skulptur, en FA Cup sølvpokal og en blomst af den russiske juvelér Carl Fabergé, der blev vist i hhv. 2008, 2016 og 2017, og hver for sig blev vurderet til omkring 1.000.000 GBP. Skulpturen var en original 1990'er maquette (skalamodel) af Antony Gormleys skulptur Angel of the North, ejet af Gateshead Council. Glasekspert Andy McConnell vurderede en samling af lysekroner til syv millioner pund (forsikringsværdi) og bemærkede, at han derved slog Moulds rekord; men her var der her tale om fast inventar i Bath Assembly Rooms, hvor programmet blev optaget, snarere end genstande nogen havde taget med. Af dem, der faktisk er solgt efter at være opdaget i programmerne, er de mest værdifulde et kamera fra 1932 fundet af Marc Allum. Det blev solgt for over 600.000 USD i 2013, og Christofle et Cie Japonisme jardinere filmet af Eric Knowles, der blev solgt for 668.450 GBP (med købers salær).
Mange af de genstande, eksperterne får at se, er værdiløse. De bliver dog sjældent vist i programmerne for at spare de involverede for pinligheder. Værdi er dog ikke det eneste, der har betydning for, om en genstand kommer med i programmet. Genstande med en interessant historie eller med relevans for stedet vil ofte blive taget med uanset værdi, og kopier bliver nogle gange taget med for at give eksperterne en lejlighed til at forklare forskellen på ægte og falsk.

## Format
Programmet består i, at ejendele vurderes for autenticitet og interesse (specielt i forhold til stedet), og der bliver givet en omtrentlig værdi. Ofte giver de professionelle eksperter en dybdegående historisk, håndværksmæssig eller kunstnerisk kontekst til antikviteterne, hvilket giver programmet et stærkt kulturelt element. Det øger tiltrækningen for dem, der er interesseret i fortiden, i bestemte håndværk eller kunst uanset genstandenes økonomiske værdi. Programmets fokus er samspillet mellem ejere og eksperter.
De tidligere værter på Antiques Roadshow tæller Bruce Parker (1979), Angela Rippon (1979), Arthur Negus (1979–1983), Hugh Scully (1981–2000) og Michael Aspel (2000–2007). Ved begyndelsen på 2008-sæsonen tog Fiona Bruce over.
Afsnittene optages normalt forår og sommer og sendes efterår og vinter. De fleste afsnit er optaget skiftende steder, men enkelte steder optræder dog i to afsnit.

## Internationale udgaver

### Australien
I 2005 besøgte dele af BBC-holdet Australien og producerede seks entimes afsnit med The LifeStyle Channel (XYZnetworks) og titlen Antiques Roadshow Australia. Der blev også lavet en special om besøget med titlen Antiques Roadshow Australia: Behind the Scenes.

### Canada
En canadisk udgave, Canadian Antiques Roadshow, startede i januar 2005 på CBC Television og CBC Newsworld og har Valerie Pringle som vært. Det er også blevet sendt på CBC Country Canada.
Den mest værdifulde genstand i dette program var Henry Nelson O'Neils oliemaleri "Eastward Ho!" Den anbefalede forsikring var på 500.000 CDN, og den blev senere solgt hos Sotheby's i London for 164.800 GBP (ca. 300.000 CDN i 2008.)

### Finland
Den finske udgave, Antiikkia, antiikkia er sendt på YLE TV1 siden 1997.

### Nederlandene
En nederlandsk udgave med titlen Tussen Kunst & Kitsch (Mellem kunst og kitsch) er blevet sendt siden af 1984. Programmet, der siden 2014 sendtes af AVROTROS, foregår typisk i et nederlandsk museum eller lejlighedsvis i Belgien og Tyskland. Det er blevet så populært, at der endda er lavet specials. Eksperterne tager seerne på ture til steder med stor betydning for kunsthistorien. Programmet er blevet præsenteret af Cees van Drongelen (1984-2002) og Nelleke van der Krogt (2002-2015) og Frits Sissing i september 2015.
I 2011 blev et maleri af Joost van Geel med titlen Het Kantwerkstertje opdaget med en anslået værdi af 250.000 euro.

### Sverige
Den svenske udgave startede som et samarbejde mellem SVT Malmö og BBC, hvor Antiques Roadshow ville besøge Skandinavien i to afsnit. Den svenske udgave, Antikrundan, havde premiere i august 1989 på SVT2 og er siden sendt af SVT hvert år. I 2013 er der blevet sendt 25 sæsoner, og de fleste eksperter har været med siden starten. Jesper Aspegren og Anne Lundberg var de oprindelige værter.

### Tyskland
I Tyskland sendes der regelmæssigt forskellige udgaver på ARD's regionale kanaler. Den ældste er BR's Kunst und Krempel (Kunst og skrammel), der kom til i 1985. Andre programmer tæller NDR's Lieb & teuer (Kær & dyr), HR's Kitsch oder Kunst? (Kitsch eller kunst?) og SWR's Echt antik?! (Ægte antik?!).

### USA
Amerikanske PBS skabte et lignende program i 1997. Den amerikanske udgave af Antiques Roadshow bliver produceret af WGBH, et PBS-medlem i Boston (Massachusetts). Mark Walberg er vært og Marsha Bemko er producent.
PBS sender også den originale BBC-serier men med titlen Antiques Roadshow UK for at skelne den fra deres egen udgave. En anden forskel er at genstandenes værdi ofte angives i amerikanske dollar over dem i britiske pund fra originaludgaverne.

## Magasiner
Udover tv-programmerne udgiver BBC også det månedlige magasin Home & Antiques, der går bag om kulisserne i Antiques Roadshow og giver tip og råd om køb og evaluering af antikviteter.
Der er også et spin-off-magasin af den amerikanske udgave af programmet kaldet Antiques Roadshow Insider, der giver insider-kig på programmet og har særlige artikler om antikviteter og samlinger fra programmet.